# Кармилла (фильм, 1980)
«Кармилла» (пол. Carmilla) — телефильм 1980 года режиссёра Януша Кондратюка (пол.). Фильм основан на новелле 1872 года «Кармилла» Джозефа Шеридана Ле Фаню, послужившей основой для множества фильмов о вампирах-женщинах. Телефильм показывался в цикле «Театр сенсаций „Кобра“» (пол.) — телевизионном цикле фильмов-триллеров, выходившем с февраля 1956 года по конец 1980-х годов на польском телевидении.

## Сюжет
Около дома, где живёт с семьёй молодая девушка Лаура, происходит авария кареты. Пострадавшую женщину, Кармиллу, приносят в дом. Лаура испытывает странное влечение к новой постоялице, образ которой являлся ей в кошмарах ещё в детстве. В округе начинают происходить странные события. Скоро всем ясно, что появился вампир и убивает людей. В старом склепе обнаруживают гроб, где прячется Кармилла, и её убивают. Но это не значит, что от всех вампиров удалось избавиться.

## Актёрский состав
| В ролях              |  | Персонаж                |
| -------------------- |  | ----------------------- |
| Изабелла Трояновская |  | Кармилла                |
| Моника Стэфано́вич    |  | Лаура                   |
| Леон Немчик          |  | Отец                    |
| Анна Милевская       |  | Мадемуазель де Лафонтен |
| Барбара Рахвальская  |  | Пани Перродон           |
| Томаш Грохочинский   |  | Доктор                  |
| Зофия Рыщювна        |  | Женщина                 |
| Ежи Лапиньский       |  | Торговец                |
| Пётр Грабовский      |  | Пастух                  |
| Влодимеж Прейсс      |  | Реставратор картин      |
| Збигнев Кочанович    |  | Жандрарм                |
| Эугениуш Привезенцев |  | Дворянин                |
| Ежи Боньчак          |  | Вампир                  |